# Пістолет Макарова
9-мм пістоле́т Мака́рова — радянський самозарядний пістолет, прийнятий на озброєння Збройних сил та правоохоронних структур СРСР у 1951 році.

## Історія створення пістолета

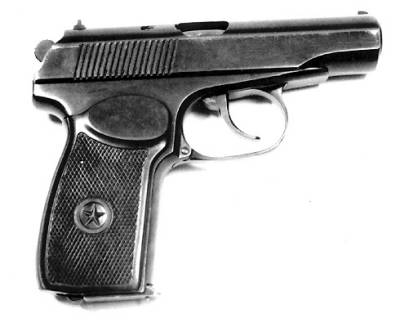
Пістолет Макарова та його прототип Walther PP, фото внизу

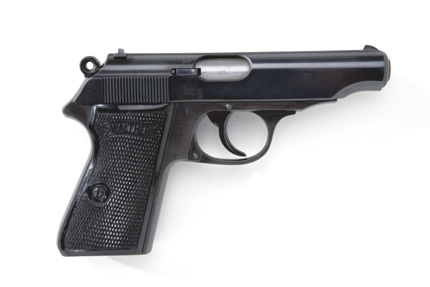
Німецький пістолет Walther PP, 1929 рік.

У роки Другої світової війни короткоствольна зброя пройшла серйозну перевірку. Досвід цієї війни породив нові тактико-технічні вимоги до пістолетів, зокрема їм треба було стати компактнішими, легшими, надійнішими та швидкострільнішими. Пістолет ТТ зразка 1933 р. мав численні вади, а саме: ненадійна фіксація магазина, незручна форма руків'я тощо. Крім того, було визнано за доцільне мати на озброєнні армії два типи пістолета: автоматичний з довгим стволом — для офіцерів та сержантів, що будуть безпосередньо брати участь в бойових діях (ним став пістолет Стєчкіна), і компактний — для старших офіцерів і як «зброя мирного часу».
Тому, у 1945 році, на вимогу Радянської Армії, в СРСР було оголошено конкурс на розробку нового компактного пістолета для оперативно-бойового застосування. Технічні вимоги до пістолета були досить жорсткими. За умовами конкурсу, новий пістолет повинен був перевершувати ТТ за вагогабаритними показниками (бути компактнішим, зручним для застосування у ближньому бою), надійністю у польових умовах та влучністю стрільби, застосовувати патрон 7,65 мм або 9 мм, крім того, ще й повинен бути технологічним у масовому виробництві. При цьому ще й орієнтувалися на порівняно невелику потужність та застосування пістолета в раптових зіткненнях з противником на малих відстанях. В результаті спочатку був створений новий патрон до пістолета — 9×18 мм, який за потужністю являє собою той розумний максимум, що можна використовувати в пістолеті з вільним затвором. В основу цієї розробки лягли довоєнні німецькі праці у тому ж напрямку, що приводить до створення фірмою GECO патрона 9×18 Ultra. Потрібно зазначити, що незважаючи на однакові позначення, радянський патрон невзаємозамінний з німецьким, тому що має більший діаметр кулі (справжній калібр радянського патрона — 9,39 мм).
У конкурсі на новий пістолет взяли участь відомі конструктори — Токарєв Ф. В., Воєводін П. В., Коровін С. А., Раков І. І., Сімонов С. Г., а також молоді, ще мало відомі — Макаров М. Ф. з Тули, Сєврюгін Г. В., Клімов А. Л. і Лобанов А. І. з Іжевська. Після серії жорстких випробувань на надійність найкращим був визнаний зразок під 9-мм патрон, сконструйований колективом інженерів на чолі з Миколою Федоровичем Макаровим.
За основу розробки, було взято німецький пістолет Walther PP, зразка 1929 року.
Пістолет, який переміг у конкурсі, мав певні відмінності від «Вальтера», але зберіг його загальне компонування та конструкторські рішення. Ескізне пророблення ПМ завершилося у 1947 р. В 1948 був підготовлений остаточний варіант проекту.
Виробництво нового пістолета було налагоджено в Іжевську у 1949 році та продовжувалось понад 50 років. На озброєння Радянської Армії, МВС та органів держбезпеки пістолет Макарова, чи ПМ, офіційно був прийнятий в 1951 році. Однак у середині 1990-х років в конкурсі на штатну зброю для російських силових структур модернізований варіант пістолета Макарова — ПММ — програв пістолету Яригіна (ПЯ). Що ж стосується України, то відомо, що на заміну пістолету Макарова для правоохоронних органів держави КП «НВО «Форт» МВС України» розробило новий пістолет Форт-12 під той же патрон, що й в ПМ.

## Будова

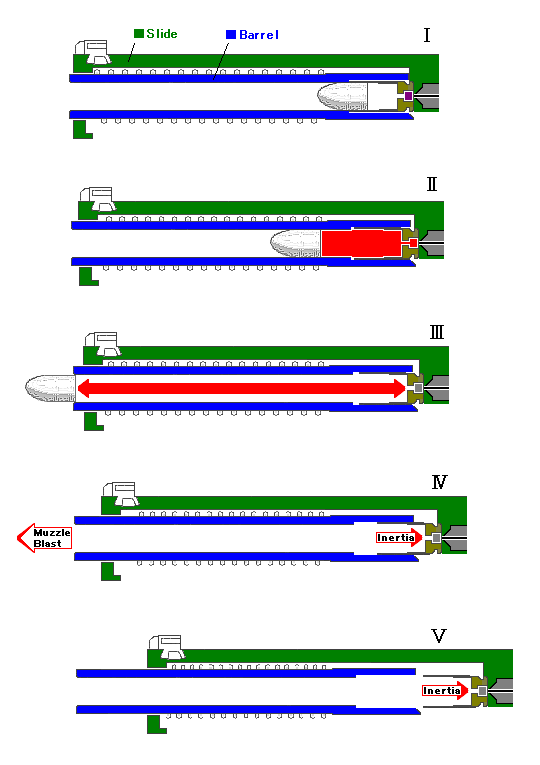
Дія автоматики з вільним затвором

Дія ПМ заснована на віддачі з вільним затвором. Замикання ствола відбувається за рахунок маси затвора і пружності зворотної пружини, вдягнутої на ствол.
Ударно-спусковий механізм подвійної дії з відкритим курком. У ПМ застосований вільний ударник, який не має пружини, що утримує його в задньому положенні. Теоретично це може привести до випадкового пострілу при падінні пістолета з великої висоти, але Н. Ф. Макаров вважав, що ударник не має достатньої ваги, аби серйозно враховувати цю можливість.
Пістолет складається з 32 деталей і таких основних частин:
- рамка зі стволом і спусковою скобою;
- затвор з ударником, викидачем і запобіжником;
- зворотна пружина;
- ударно-спусковий механізм;
- руків'я з гвинтом;
- затримка затвора;
- магазин.

Після того, як вставлено магазин і дослано набій в патронник, ПМ можна встановити на запобіжник. При цьому відбувається безпечний спуск курка з бойового взводу, курок відходить від ударника і блокується, спусковий гачок йде вперед і теж блокується. Блокується також і затвор (у «Вальтер ПП» затвор не блокується і зброю можна перезаряджати при увімкненому запобіжнику). З увімкненим запобіжником ПМ готовий до носіння.

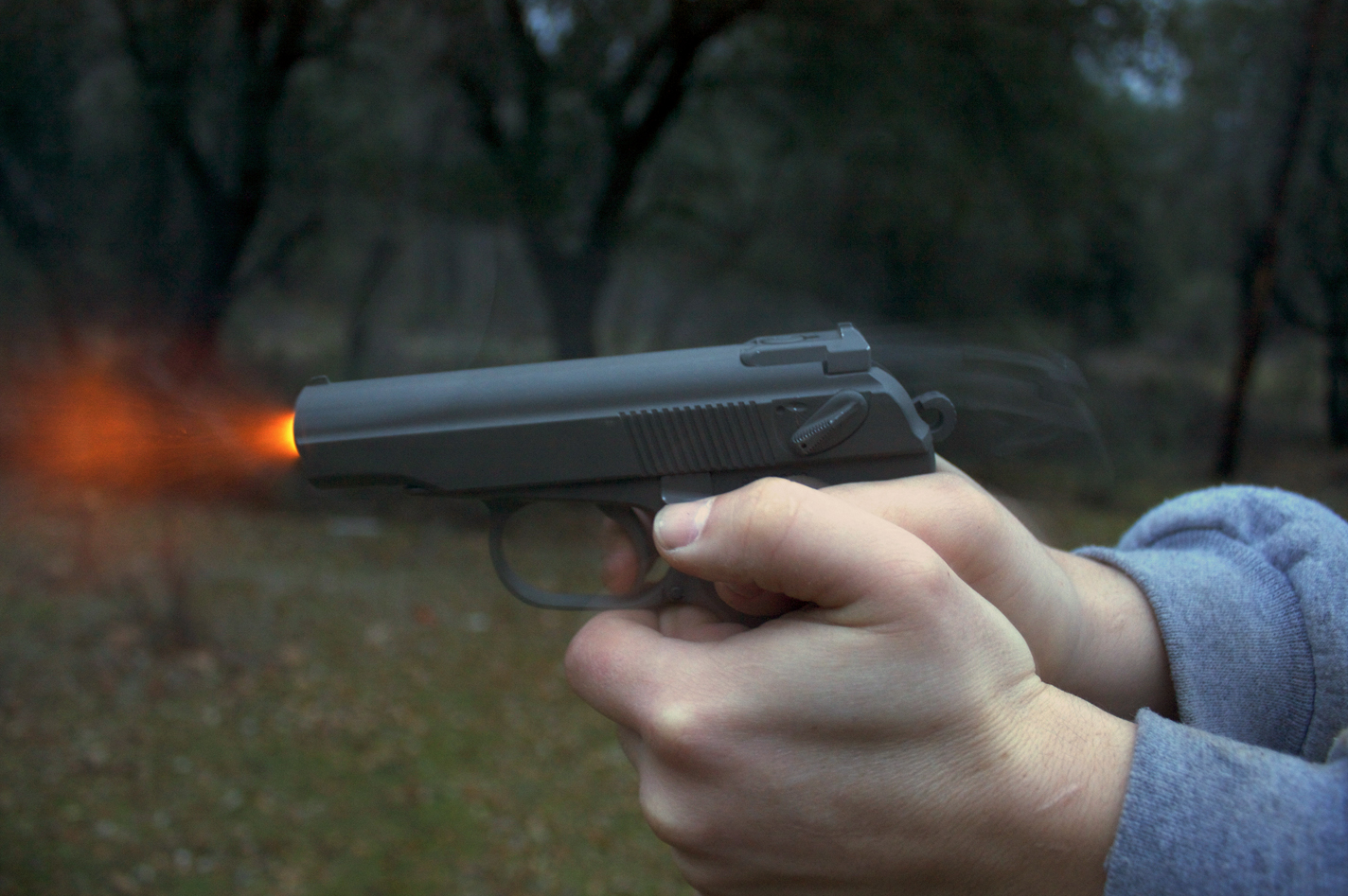
Постріл з ПМ

Перед пострілом прапорець запобіжника, що знаходиться на лівому боці задньої частини затвора, потрібно перевести в нижнє положення, в позицію «вогонь» (що зручніше за «Вальтер ПП», де важіль треба переводити у верхнє положення). Курок встане на запобіжний взвод і ПМ буде готовий до пострілу самовзведенням. При першому натисканні на спусковий гачок одночасно зводиться курок, тому для спуску потрібно більше зусилля, ніж при зведеному курку — близько 3,5 кг. Після першого пострілу курок буде зведений (поставлений на бойовий взвод) і для пострілу досить легкого і короткого натискання із зусиллям близько 1,5 кг.
Після зняття із запобіжника курок можна звести вручну, як у пістолетах з ударно-спусковим механізмом одинарної дії, для влучнішого першого пострілу. За зведення курка спусковий гачок відходить назад. Тепер перший постріл можна зробити коротким натисканням. Курок можна зняти з бойового взводу притримуючи його великим пальцем і натискаючи на спусковий гачок. Після того як спусковий гачок буде відпущений і піде вперед, курок встане на запобіжний взвод, що запобігає контакт курка з ударником за неповного зведення курка.
Гільза після пострілу викидається вправо.
Стандартний магазин ПМ містить 8 набоїв. Після витрачення всіх патронів затвор встає на затворну затримку. Зняти затвор з затримки можна за допомогою важеля, що знаходиться зліва на рамці. Якщо не вставлений порожній магазин, то зняти затвор з затримки можна й іншим способом, відтягнувши його трохи назад і відпустивши. Якщо в пістолет вставлений споряджений магазин, то, після зняття затвора з затримки, патрон досилається в патронник, і пістолет знову готовий до пострілу.
Засувка магазина, як і у більшості європейських пістолетів того часу, розташована в основі руків'я. Таке розташування засувки виключає випадкове витягання магазина, проте менш зручне для швидкої зміни магазина.
Відмінні риси пістолета Макарова — простота конструкції і багатофункціональність деталей. Так, затримка затвора служить одночасно і відбивачем гільз. Двопера пластинчаста бойова пружина служить одночасно пружиною важеля взводу і пружиною шептала, а також пружиною відбою курка (вигин її широкого пера) при постановці на запобіжний взвод. Нижній кінець пружини є пружиною засувки магазина.
Н. Ф. Макаров створив пістолет, конструкція якого містить ряд оригінальних рішень. Пістолет простий в експлуатації, має великий службовий ресурс і надійніший за взятий за основу Walther PP.
Деякі деталі, наприклад, бойова пружина і, особливо, запобіжник, мають досить складну форму. Але, надалі, зміна технології дозволила спростити і здешевити виробництво.

## Купчастість і розсіювання
ПМ має гарну, для компактного пістолета, точність. При стрільбі на 25 метрів стандартними патронами 57-Н-181 радіус розсіювання R100 становить 75 мм, а на 50 метрів — 160 мм. На відстані 10 метрів радіус розсіювання всього 35 мм.
Перевірка бою пістолета здійснюється стрільбою на 25 м по чорному колу діаметром 25 см, встановленому на щиті висотою 1 м і шириною 0,5 м. Купчастість бою ПМ визнається нормальною, якщо всі чотири пробоїни вміщаються в коло діаметром 15 см. Середня точка влучення задовольняє вимогам, якщо вона відхиляється від контрольної точки не більше 5 см в будь-якому напрямку.
Радіус розсіювання при стрільбі з приведеного до нормального бою пістолета характеризується такими цифрами:
| Відстань, м | Радіус розсіювання 100 % куль, см | Радіус розсіювання 50 % куль, см |
| 10 м        | 3,5                               | 2                                |
| 15 м        | 5                                 | З                                |
| 20 м        | 6,5                               | 4                                |
| 25 м        | 7,5                               | 4.5                              |
| 30 м        | 9                                 | 6                                |
| 40 м        | 12                                | 7                                |
| 50 м        | 16                                | 8                                |

## Складання та розбирання пістолета
Розбирання пістолета може бути неповним і повним.
Неповне розбирання проводиться для чищення, змащення й огляду пістолета в такому порядку:
1. витягти магазин з основи рукояті;
2. зняти пістолет із запобіжника;
3. опустити спускову скобу вниз і зрушити її вліво;
4. відокремити затвор від рамки;
5. повернути спускову скобу на місце;
6. зняти зі ствола зворотну пружину.

Збирання після неповного розбирання проводиться в зворотному порядку.
Після цього пістолет перевіряється на правильність складання:
1. зняти пістолет із запобіжника;
2. поставити затвор на затворну затримку;
3. зняти затвор з затворної затримки;
4. поставити пістолет на запобіжник.

Повне розбирання проводиться для чищення при сильному забрудненні, після знаходження пістолета під дощем або в снігу, при переході на нове змащення і при ремонті в такому порядку:
1. неповне розбирання пістолета;
2. відокремлення шептала і затримки затвора від рами;
3. відокремлення руків'я від його основи і бойової пружини від рамки;
4. відокремлення курка від рамки;
5. відокремлення спускової тяги з важелем зведення від рамки;
6. відокремлення спускового гачка від рамки;
7. відокремлення запобіжника і ударника від затвора;
8. відокремлення викидача від затвора;
9. розбирання магазина.

Збирання після повного розбирання проводиться в зворотному порядку.
Часте повне розбирання пістолета не допускається, оскільки прискорює зношення частин і механізмів.

## Модифікації
На базі пістолета Макарова розроблено велику кількість бойових, службових і цивільних модифікацій.

### СРСР
- Пістолет Макарова (ПМ)
- ТКБ-023 — дослідний зразок з полімерною рамкою. Розроблено в Тульському КБ Приладобудування на початку 1960-х рр. на базі ПМ, серійно не вироблявся (експлуатаційні властивості полімерної рамки не відповідали вимогам замовника).

### Росія

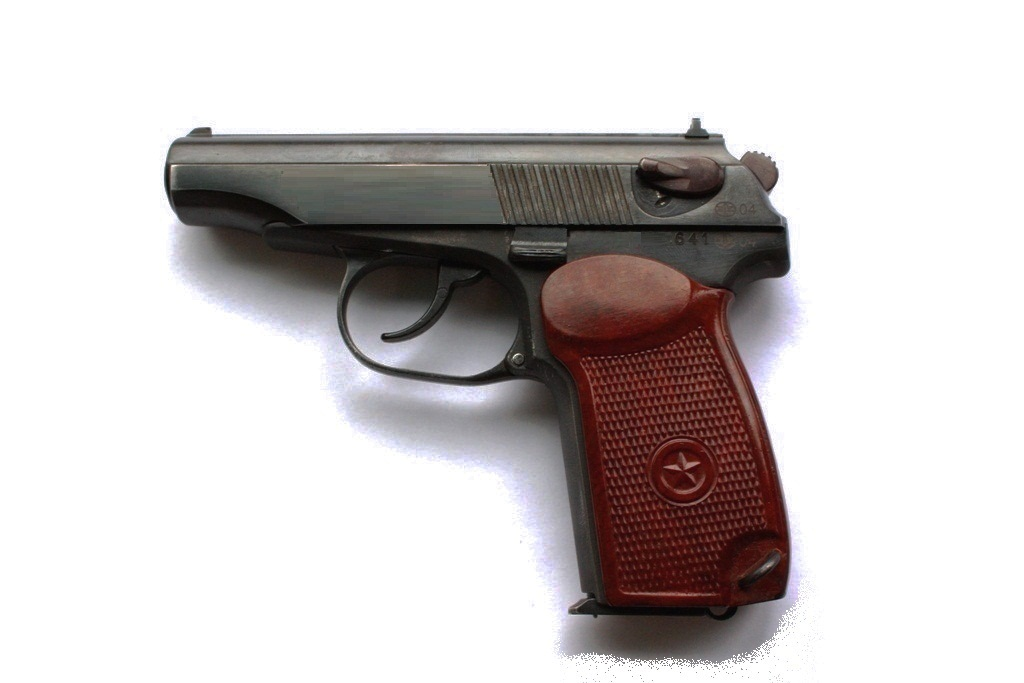
Газовий пістолет ИЖ 79-8

Пістолет ИЖ-79-9Т

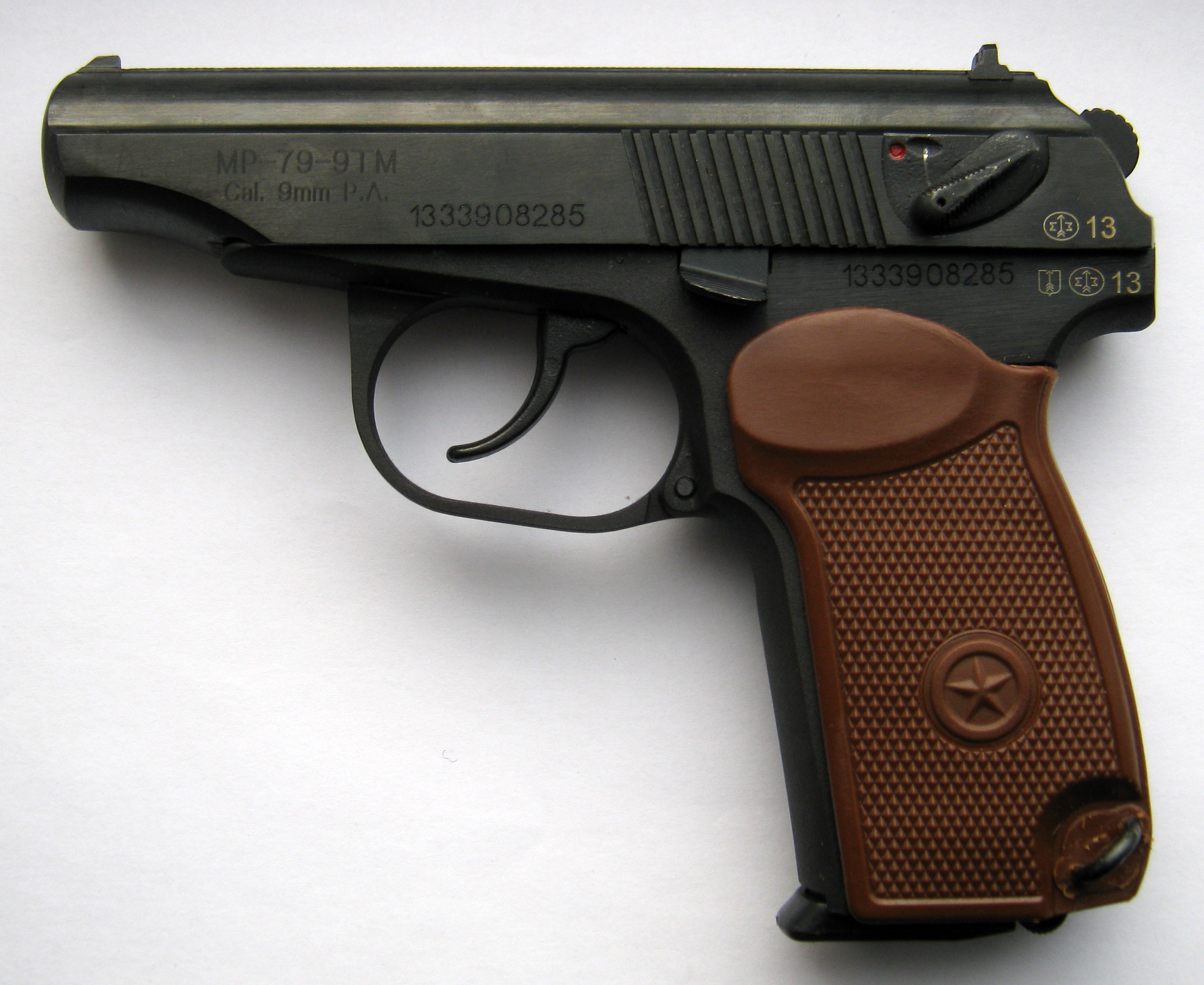
Травматичний пістолет МР-79-9ТМ

- ИЖ70 (9 × 18 мм, магазин 8 набоїв, регульований приціл) — комерційний варіант, розроблений на початку 1990х років як «спортивно-тренувальний пістолет»

- ИЖ70-17A (.380 ACP, магазин 8 набоїв, регульований приціл)
- ИЖ70-17AS (.380 ACP, магазин 8 набоїв, регульований приціл, хромована обробка, пластикова бойова пружина)
- ИЖ70-17AH (.380 ACP, HiCap, регульований приціл)
- ИЖ70-18A (9 × 18 мм, магазин 8 набоїв, регульований приціл)
- ИЖ70-18AS (9 × 18 мм, магазин 8 набоїв, регульований приціл, хромована обробка)
- ИЖ70-18AH (9 × 18 мм, HiCap, комерційна версія, регульований приціл)

- Байкал 442 (спортивний пістолет під набій 9×18 мм, 8 -, 10 — або 12-зарядні магазини, сучасна версія ПММ з кнопковою засувкою магазина)
- ПММ (Пістолет Макарова модернізований), розроблений на початку 1990-х років під більш потужний патрон 9×18 мм ПММ, оснащений 12-зарядним магазином. Прийнятий на озброєння в 1994 р.
- ИЖ-71 — службовий пістолет під набій 9×17 мм, розроблений в 1994 році[3], серійно випускався з 1996 по вересень 2008 року, надалі випуск продовжений під найменуванням МР-71
- ИЖ-71-100 — службовий пістолет під набій 9×17 мм, модифікація ИЖ-71 з магазином на 10 набоїв, з вересня 2008 року випускається під назвою MP-71Н
- ИЖ71-18 (9×18 мм, HiCap, постійний приціл)
- ОЦ-35 — модернізований варіант під використання набоїв 9×18 мм ПМ і 9×18 мм ПММ
- MP-448 «Скіф» — модифікація з полімерною рамкою
- 6П42-9 — 9-мм газовий пістолет з регульованим ціликом, і нарізним стволом створений шляхом штифтування стандартного пістолета ИЖ-70 калібру 9×18 мм ПМ і (або) 9×17 мм Курц
- 6П42-7.6 — газовий пістолет під 7,6-мм набій ТК-024
- ИЖ-79-8 (індекс — 6П42) — 8-мм газовий пістолет
- ИЖ-79-9 — 9-мм газовий/травматичний пістолет
- MP-471 — службовий травматичний пістолет під набій 10×23 мм Т, розроблений в 2004 році[4]
- ИЖ-79-9Т «Макарич» — газовий пістолет з можливістю стрільби гумовою кулею під набій 9 мм PA
- MP-79-9TМ — пістолет вогнепальний обмеженого враження під набій 9 мм P.A.
- MP-80-13T — травматичний пістолет під набій .45 Rubber[5].
- ПМ-Т — травматичний пістолет під набій 9 мм P.A. Виготовляється шляхом заміни ствола на штифтованний з бойових пістолетів ПМ. Виробник ЗиД, всього випущено близько 5 тис. шт.[6]

- Байкал МР-654К — 4,5-мм пневматичний газобалонний пістолет, репліка MP-71Н.

- Байкал MP654KS — хромований варіант MP654K

- МР-371 — сигнальний пістолет під капсулі «Жевело» і КВ21, використовує імітатори патронів під капсулі, зовні виглядає як ИЖ-79-9Т, цілком із сталі

### НДР

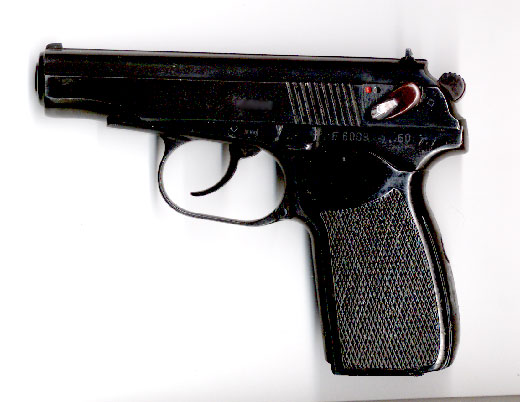
Pistole M — пістолет Макарова виробництва НДР

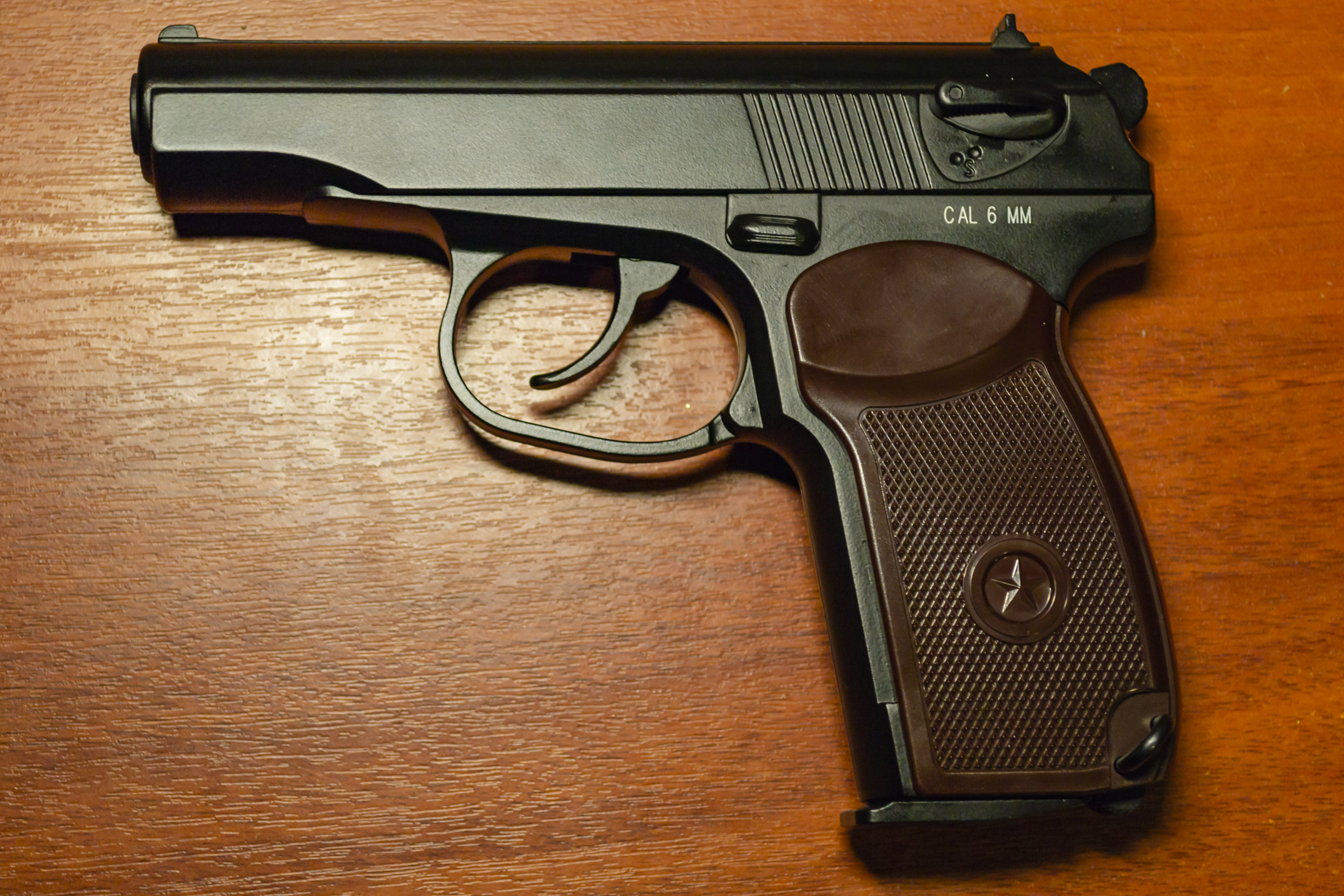
Страйкбольна модель пістолета Макарова

- Pistole M — стандартний ПМ під набій 9×18 мм, після отримання ліцензії від СРСР в 1956 році[7], перші пістолети були випущені в 1957 році, в 1958 році було розпочато серійне виробництво
- Pistole Mk — .380 ACP, експериментальний

### Німеччина
- Pistole Simson-Suhl Makarov — комерційна модель, виробництво почалось після возз'єднання Німеччини
- LEGENDS MAKAROV — 6-мм пневматичний газобалонний пістолет, випускається німецькою компанією Umarex[8]

### Болгарія
- Makarov — ліцензійна копія ПМ під набій 9 × 18 мм (дві версії — військова та морська), яку виготовляли на заводі № 10 в місті Казанлик
- Arsenal Р-М01 — модифікація 1990 року, змінено форму спускової скоби і накладки на руків'я. Випускали в декількох варіантах:

- Miltex Special Edition — комерційний варіант під набій 9×18 мм
- Miltex Special Edition Sporting Pistol — комерційний варіант під набої 9×18 мм і .380 ACP (хромована і полірована версія)
- Arsenal Brand Sporting Pistol — спортивний пістолет під набої 9×18 мм і .380 ACP

- Б-1300 — варіант з зменшеною довжиною руків'я і зміненими накладками на руків'я[9]

### Китай
- Type 59 (військова версія) — виробництво розпочато в 1959 році
- Norinco Sporting Pistol (експортна версія)

### Україна
- травматичні пістолети ПМР[10] і «Вій» під набій 9 мм Р. А. (виробник — ТОВ «СОБР», м. Харків) виготовляються шляхом переробки серійних ПМ. Переробка полягає в заміні ствола, причому новий ствол приварюють до рамки для запобігання зворотньої переробки.
- травматичний пістолет ПМ-Т під набій 9 мм Р. А. (виробник — ТОВ «Ерма-Інтер», м. Київ), виготовляють шляхом переробки серійних ПМ[11]
- гладкоствольний травматичний пістолет ПМ-ГТ під набій 9 мм Р. А. (виробник — ТОВ «Ерма-Інтер», м. Київ), виготовляють шляхом переробки серійних ПМ
- травматичний пістолет ПМ-РФ під набій 9 мм Р. А. (виробник — НВО «Форт», м. Вінниця), виготовляють шляхом переробки серійних ПМ. У 2014 році випуск припинено[12]
- травматичний пістолет «Беркут» під набій 9 мм Р. А. (виробник — ТОВ «Беркут» м. Дніпропетровськ), виготовляють шляхом переробки серійних ПМ. Всього, з 16 січня 2008 по 23 листопада 2009 підприємством було закуплено 2 тис. пістолетів ПМ, з яких 1257 шт. було перероблено в травматичні пістолети «Беркут»[13]
- ПМФ-1 — 4-мм 5-зарядний пістолет (фактично — револьвер) під набій Флобера (виробник — компанія «СЕМ», з 2013 року).

## Цікаві факти
- Пістолет ПМ знаходився у кожній укладці майна та обладнання космонавта на кораблі «Восток», тобто саме він став першою стрілецькою зброєю, що побувала в космосі.
- Принаймні до 2004 р. в охороні ГУП «Конструкторське бюро приладобудування» значився справний пістолет ПМ виробництва 1949 року (заводський номер 11) з настрілом близько 50 тис. пострілів[14].
- Навколо пістолета ПМ розгортається сюжет кінофільму «Макаров». Пістолет навіть стає у певному сенсі дійовою особою фільму.
- У Фінляндії ПМ входить до четвірки моделей, обов'язкових для освоєння на курсах практичної стрільби (інші три — Glock 17, Beretta 92F і CZ 85).
- На ринку цивільної стрілецької зброї в США ПМ користується певним попитом і непоганою репутацією насамперед з причини своєї дешевизни за цілком прийнятної надійності і невеликих габаритах як зброя самооборони. Найбільшим попитом серед поціновувачів зброї в США користуються ПМ виробництва НДР через вищу якість обробки і матеріалів виготовлення[джерело не вказане 4148 днів].

## Пістолет Макарова у масовій культурі

### У кінематографі
ПМ присутній у багатьох кримінальних фільмах та телесіралах, події яких відбуваються на пострадянському просторі.
- Мордекай — використовують російські мафіозі.
- Гвардія
- Пес
- Червона спека

### У відеоіграх
- АЛЬФА: антитерор
- Альфа: антитеррор. Мужская работа
- Трилогія ігор S.T.A.L.K.E.R.
- Enter the Gungeon — у грі називається просто Макаров. Ігровий варіант має магазин на 7 набоїв.
- The Cat Lady — ПМ висить у шафі зі зброєю в підвалі дому канібалів.

## Поширення
- Афганістан[15]
- Албанія[16]
- Ангола[15]
- Вірменія[15]
- Азербайджан[15]
- Болгарія[15]
- Білорусь[15]
- КНР: Використовувався Народно-визвольною армією Китаю у 1959 під назвою Тип 59. Виготовлялась локально з незначними косметичними особливостями.[17]
- Куба[15] (виготовлялись за ліцензією)
- НДР — Використовувались копії пістолета.[18]
- Еритрея[15]
- Естонія[15]
- Ефіопія[15]
- Грузія[15]
- Ірак[15]
- Казахстан[15]
- Киргизстан[15]
- Лаос[15]
- Латвія[15]
- Литва[15]
- Північна Македонія[15]
- Мальта[15]
- Молдова[15]
- Монголія[15]
- Мозамбік[15]
- Нікарагуа[15]
- Північна Корея[19]
- Польща[15]
- СРСР[20]
- Росія[20]
- Сирія[15]
- Таджикистан[15]
- Туркменістан[15]
- Україна[15]
- Узбекистан[15]